# Устьє Харюзово
У́стьє Харюзо́во (рос. Устье Харюзово) — селище у складі Кічменгсько-Городецького району Вологодської області, Росія. Входить до складу Єнангського сільського поселення.
Стара назва — Усть-Харюзово.

## Населення
Населення — 17 осіб (2010; 181 у 2002).
Національний склад (станом на 2002 рік):
- росіяни — 99 %